# Graham Cracker

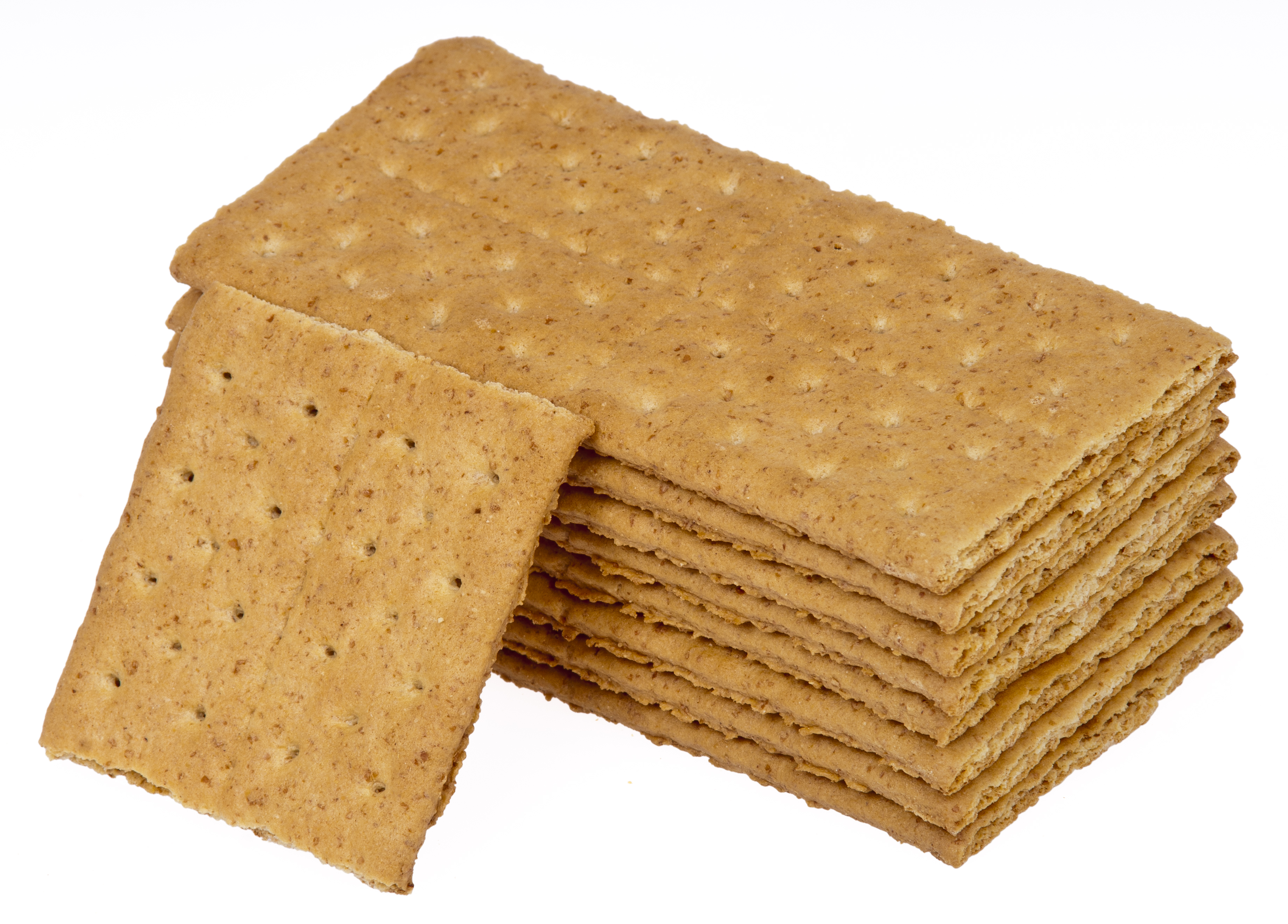
Graham Cracker

Der Graham Cracker ist ein amerikanischer Keks. Der Graham Cracker wurde 1829 vom presbyterianischen Geistlichen und Gesundheitsreformer Sylvester Graham aus Connecticut entwickelt, der im 19. Jahrhundert einer der Protagonisten der Abstinenzbewegung in den USA war. Graham glaubte, dass eine vegetarische Ernährung aus hausgemachtem Vollkornmehl und seinen Erzeugnissen wie Vollkornbrot, Crackern und Kuchen die Minimierung von Lust und Stimulierung aller Art beinhaltet und dies der Lebensstil sei, den Gott vom Menschen beabsichtige und der ihn in natürlicher Weise gesund halte. Seine Ansichten fanden insbesondere nach der Cholera-Epidemie der 1830er Jahre Anklang, als das Gesundheitsbewusstsein der Bevölkerung zunahm.
1898 begann die National Biscuit Company (heute Nabisco) mit der industriellen Produktion und Vermarktung von Graham-Crackern. 1925 führte das Unternehmen die Marke Honey Maid ein, die eine süßere Variante des ursprünglichen Crackers darstellte. Moderne Graham-Cracker unterscheiden sich von Grahams ursprünglicher Rezeptur. Sie werden häufig mit raffiniertem Weißmehl, Zucker und Transfetten hergestellt und mit Honig oder Zimt aromatisiert; auch Schokoladenvarianten sind verbreitet. Heute werden Graham-Cracker vielseitig verwendet, unter anderem als Zutat für Desserts wie S'mores, als Boden für Käsekuchen und in verschiedenen anderen Süßspeisen.